# Cadulus platensis
Cadulus platensis är en blötdjursart som beskrevs av Henderson 1920. Cadulus platensis ingår i släktet Cadulus och familjen Gadilidae. Inga underarter finns listade i Catalogue of Life.